# Pertuis Breton
De pertuis Breton is een zeestraat in Frankrijk, gelegen in de departementen Vendée en Charente-Maritime, tussen het vasteland (côte des Fleurs) en het eiland île de Ré in het zuiden. 
Langs de zeestraat liggen de havens van La Tranche-sur-Mer, La Faute-sur-Mer, L'Aigillon-sur-Mer (vasteland) en Saint-Martin-de-Ré en La Flotte (île de Ré). In het oosten ligt de baai  anse de l'Aiguillon. In het westen, voorbij Les Baleines (île de Ré) en voorbij het pointe du Grouin du Cou richting Les Sables-d'Olonne (vasteland) gaat de zeestraat over in de Atlantische Oceaan. 
Ter bescherming van de haven van La Rochelle zijn in de loop van de voorbije eeuwen fortificaties gebouwd op de noordkust van het île de Ré, waaronder de vesting van Saint-Martin-de-Ré.